# Église Saint-Martin de Ver-sur-Mer
Pour les articles homonymes, voir Église Saint-Martin.
L'église Saint-Martin est une église catholique située à Ver-sur-Mer, en France.

## Histoire
L'église paroissiale Saint-Martin de Ver-sur-Mer est une église romane, à plan en croix latine, à vaisseau unique et dont la tour isolée est composée de cinq niveaux. Sa construction principale s’étale entre le XIe et le XIVe siècle, et est pour essentiel constituée en calcaire. La tour est classée au titre des Monuments historiques depuis le 17 mars 1879.

## L'entrée et sa tribune
À l’extérieur, la porte est surmontée d’un bas-relief  signé Louis Valtat représentant saint Martin à cheval donnant la moitié de son manteau à un mendiant. Ce bas-relief fut sculpté par l’artiste lors d’un de ses séjours à Ver et à Asnelles en 1918. L'entrée est surmontée d'une tribune en pierre revêtue de bois et divisée en trois espaces : un vestibule d'entrée central et deux pièces latérales comportant chacune un escalier.
La tribune, de laquelle on a une intéressante vue d'ensemble de la nef et du chœur, comporte :
- un bas-relief qui représente, selon la légende, saint Gerbold parvenant d'Angleterre au VIIe siècle, le cou enchainé à une meule de moulin ;
- deux statues du XIXe siècle : au sud, saint Martin, au nord, saint Gerbold ;
- deux tableaux d'autel du début du XIXe siècle, huiles sur toiles, d’auteurs inconnus, l'un représentant La Résurrection (copie d'œuvre de Carl Van Loo gravée en 1755) et l'autre L'Agonie du Christ.

## La nef
Dans la nef, de part et d'autre de l'entrée, deux confessionnaux de pierre qui étaient autrefois accolés à la façade ont été replacés sur le devant de la tribune. Les fonts baptismaux datant du XIXe siècle ainsi que le bénitier sont en marbre veiné. Tout autour de la nef, le chemin de croix de la fin du XIXe siècle, en peinture à l’huile sur toile, d’auteur inconnu, représente le cycle de la Passion.
Une maquette de bateau à quatre mâts, le Stella Maris (nom d'une maison des gens de mer ou foyer d'escale pour marins) fut offerte par MM. Lepareur et Lepretre en ex-voto, en aout 1936.
Les dix verrières de la nef (1948-59) sont signées de G. Sagot, maitre verrier à Bayeux.
On retrouve :
- Saint Gerbold arrivant sur la baie
- Sainte Thérèse de Lisieux sur la baie
- La Résurrection de saint Lazare sur la baie
- Bienheureux Poulain Delaunay sur la baie
- Le Sermon sur la Montagne (Christ et poisson)
- Jésus au Temple (action pastorale : le Christ pratique l'enseignement et bénit les enfants)
- Jésus et Marie-Madeleine
- Mort de saint Martin
- Saint Martin et le lépreux
- Le Repas chez Simon (rite de purification).

L'arc triomphal est peint depuis la fin du XIXe siècle de quatre scènes figurant le Calvaire, la Passion, les saintes Femmes au tombeau, l'Apparition à Madeleine, l’auteur en est Louis Frédéric Panchet dit Bellerose.

## Le transept
La chapelle de la Vierge du XIXe siècle, sise dans le bras sud du transept, est garnie d'un autel du XXe siècle. Le retable en chêne et le tabernacle en marbre blanc du XVIIIe siècle sont encadrés par des colonnes ioniques et garnis de guirlandes de fleurs et de pots à feu (flambeaux de plâtre ou de pierre). L'iconographie du couronnement représente Dieu le père.
La chapelle Saint-Joseph du XIVe siècle sise dans le bras nord, présente un autel secondaire garni d'une statue de saint Joseph (XIXe siècle) et d'un retable du XVIIIe siècle surmonte de pilastres d’ordre corinthien et de pots à feu.
À la croisée du transept, l'ensemble comprenant deux tabourets et un fauteuil de célébrant à forme dantesque est du XIXe siècle ainsi que les clochettes (bronze).

## Le chœur
Il présente deux verrières signées de Sagot en 1933 et 1934 :
- Annonciation avec Dieu le Père ;
- Mariage de la Vierge avec saint Joseph (une apparition, la porte d'une ville, une tour fortifiée, les tables de la loi, un chandelier à sept branches).

Au centre : le Sacré-Cœur régnant sur les nations, vitrail offert par la famille américaine Dewey au cours de la reconstruction, en souhaitant la paix entre les nations. En mémoire, deux  écussons, américain et français se trouvent en haut du vitrail.
L'imposant tabernacle en marbre veiné est clos d'une porte en bronze ornée d'un agneau mystique et d’étoiles.
Au fond du chœur, une Charité de saint Martin (statue équestre du XVe siècle) figure saint Martin encore soldat et catéchumène partageant son manteau avec un gueux. Elle est classée à titre d'objet aux Monuments historiques L'ensemble du maître-autel datant du XVIIIe siècle a été démonté lors des travaux d'après-guerre. Il en subsiste les lambris (remontés en partie dans la sacristie).

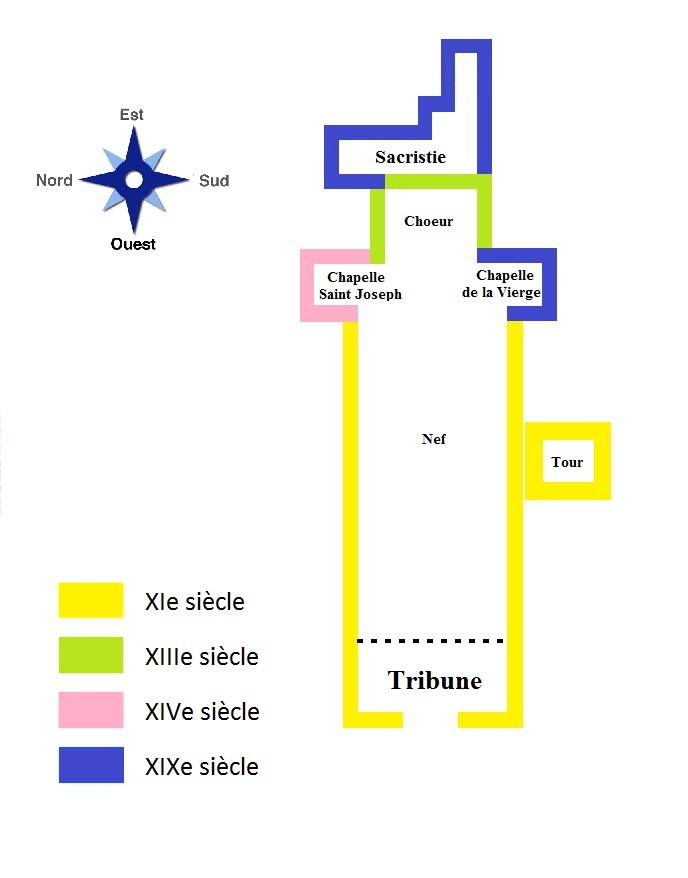
Plan de l'église paroissiale Saint-Martin.
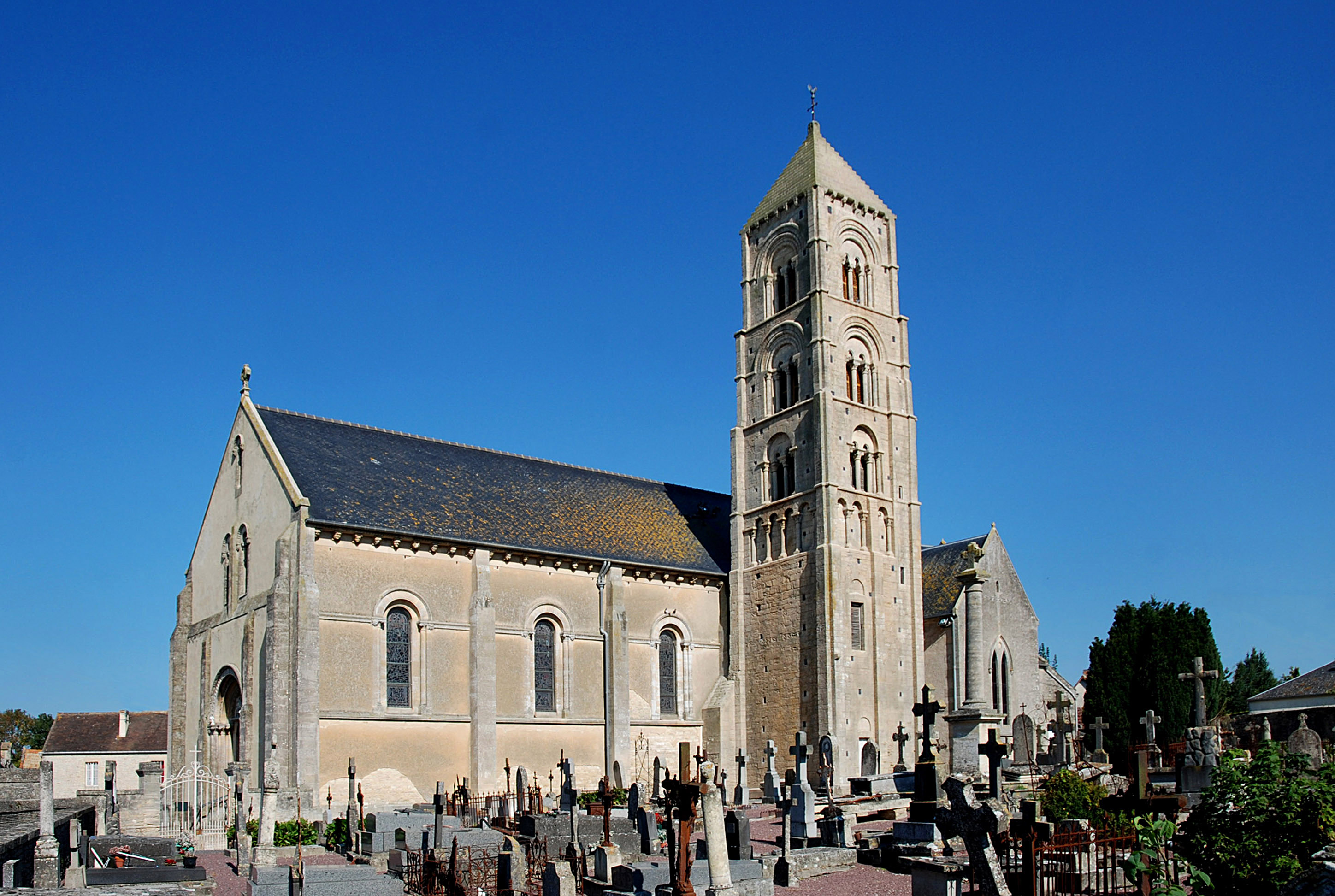
L'église Saint-Martin.
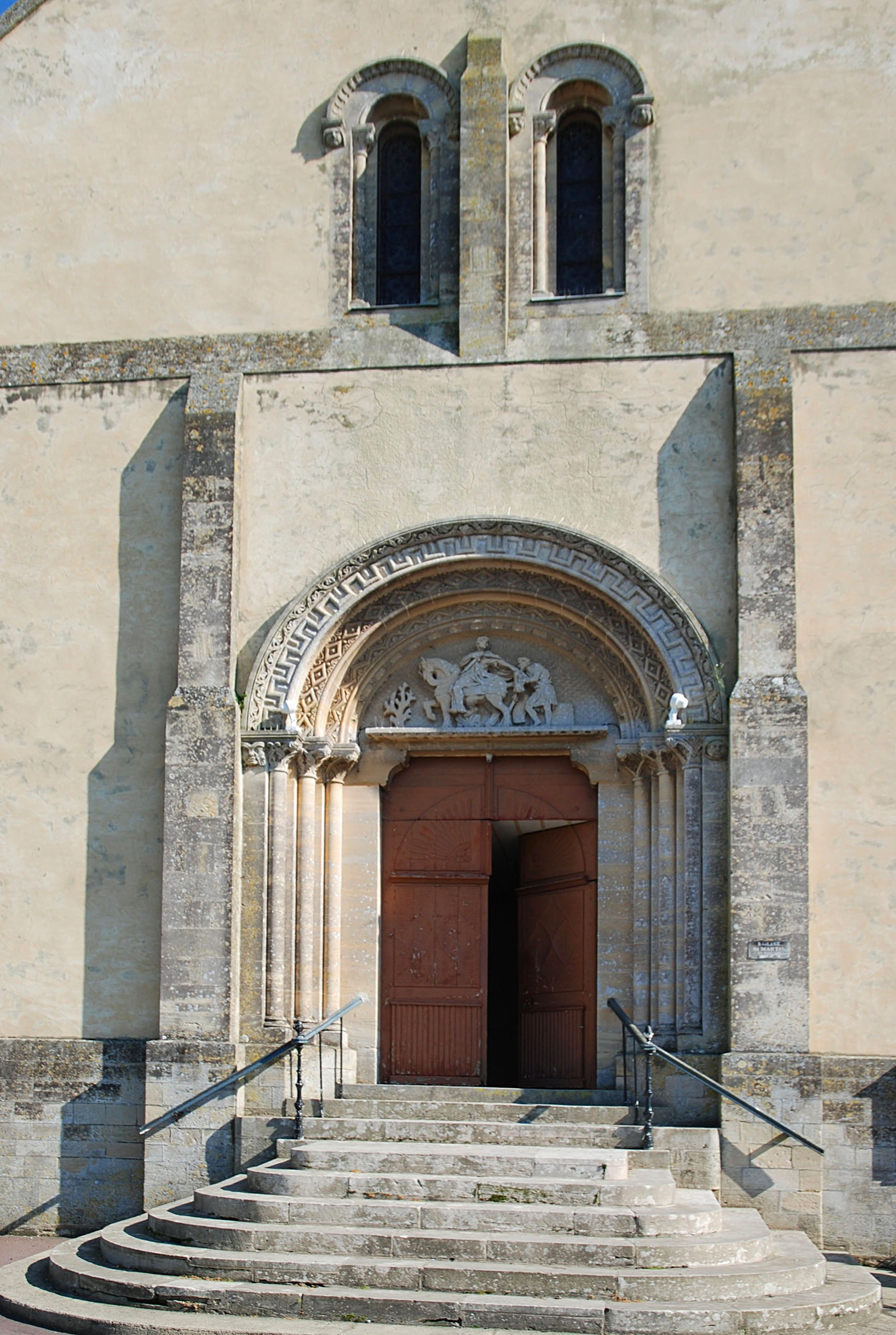
Porche ouest de l'église Saint-Martin.
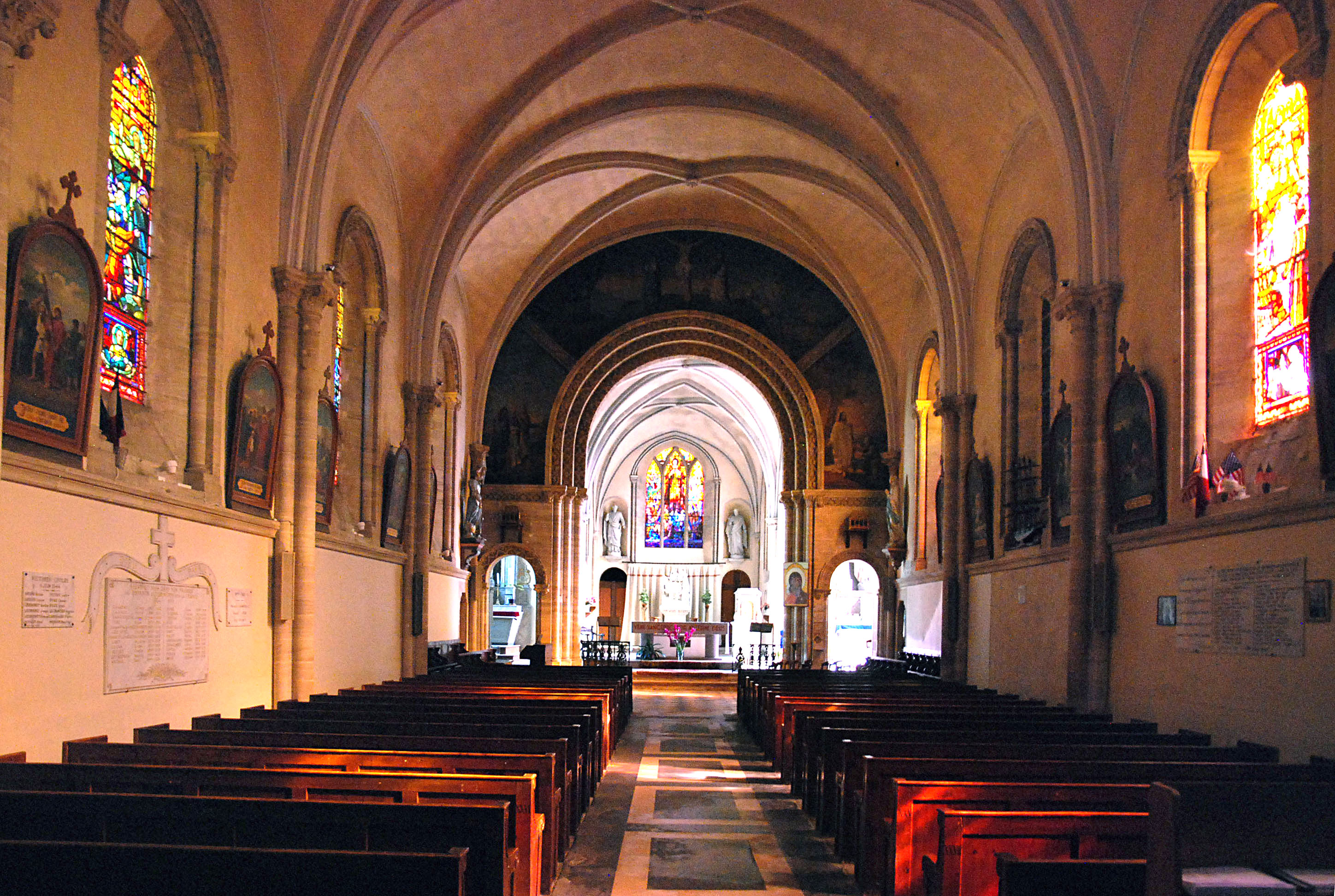
Nef de l'église Saint-Martin.
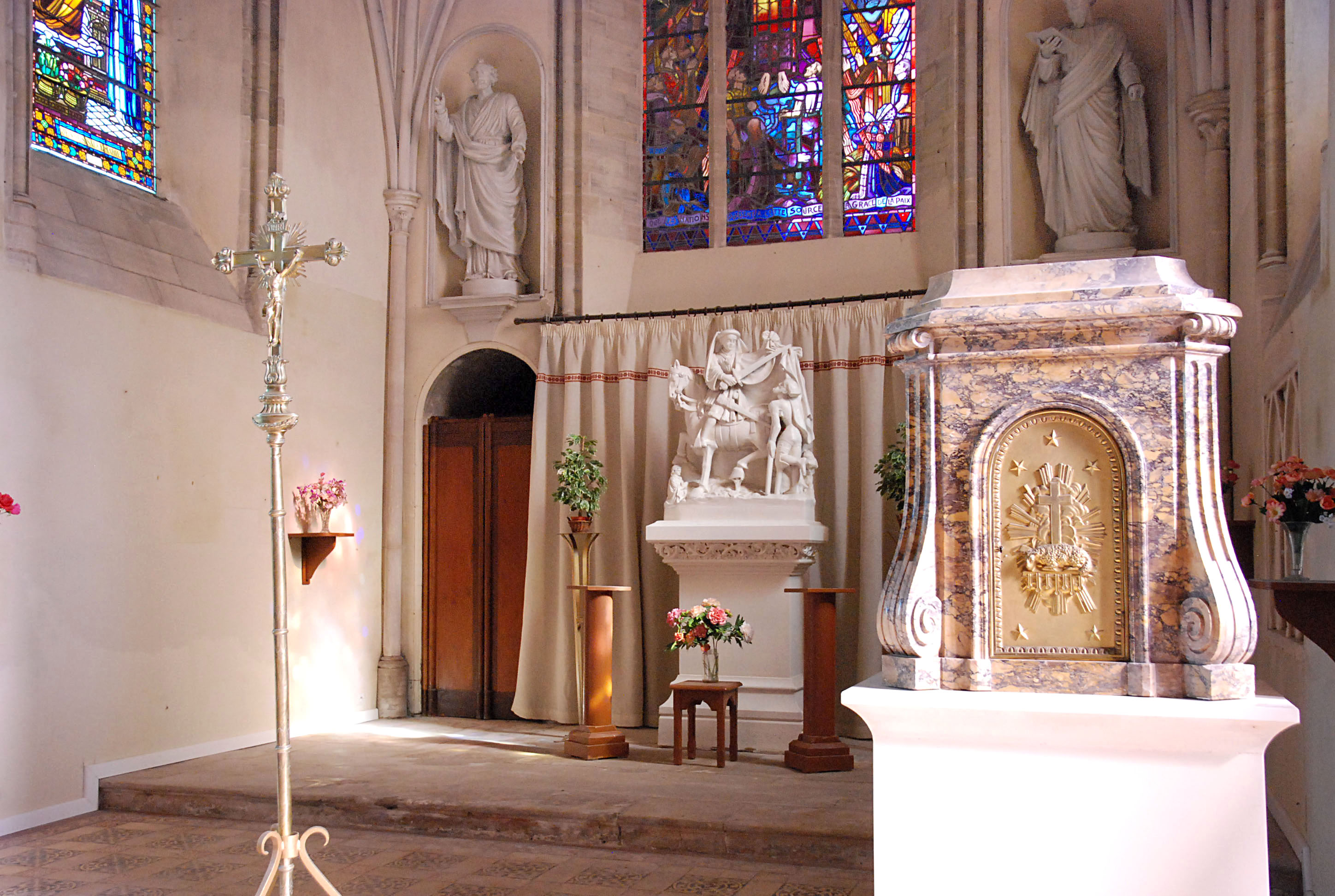
Chœur de l’église Saint-Martin.
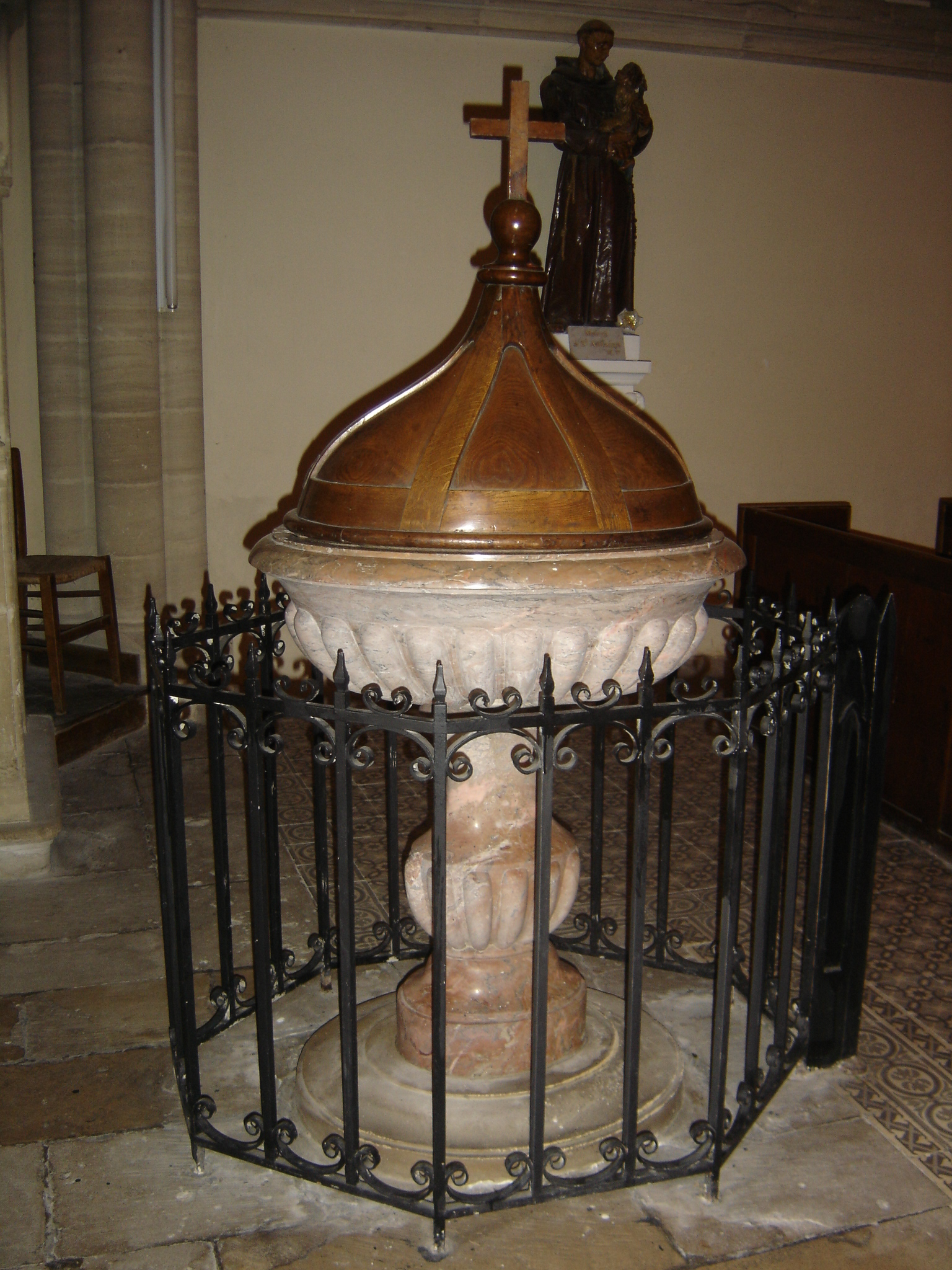
Les fonts baptismaux.
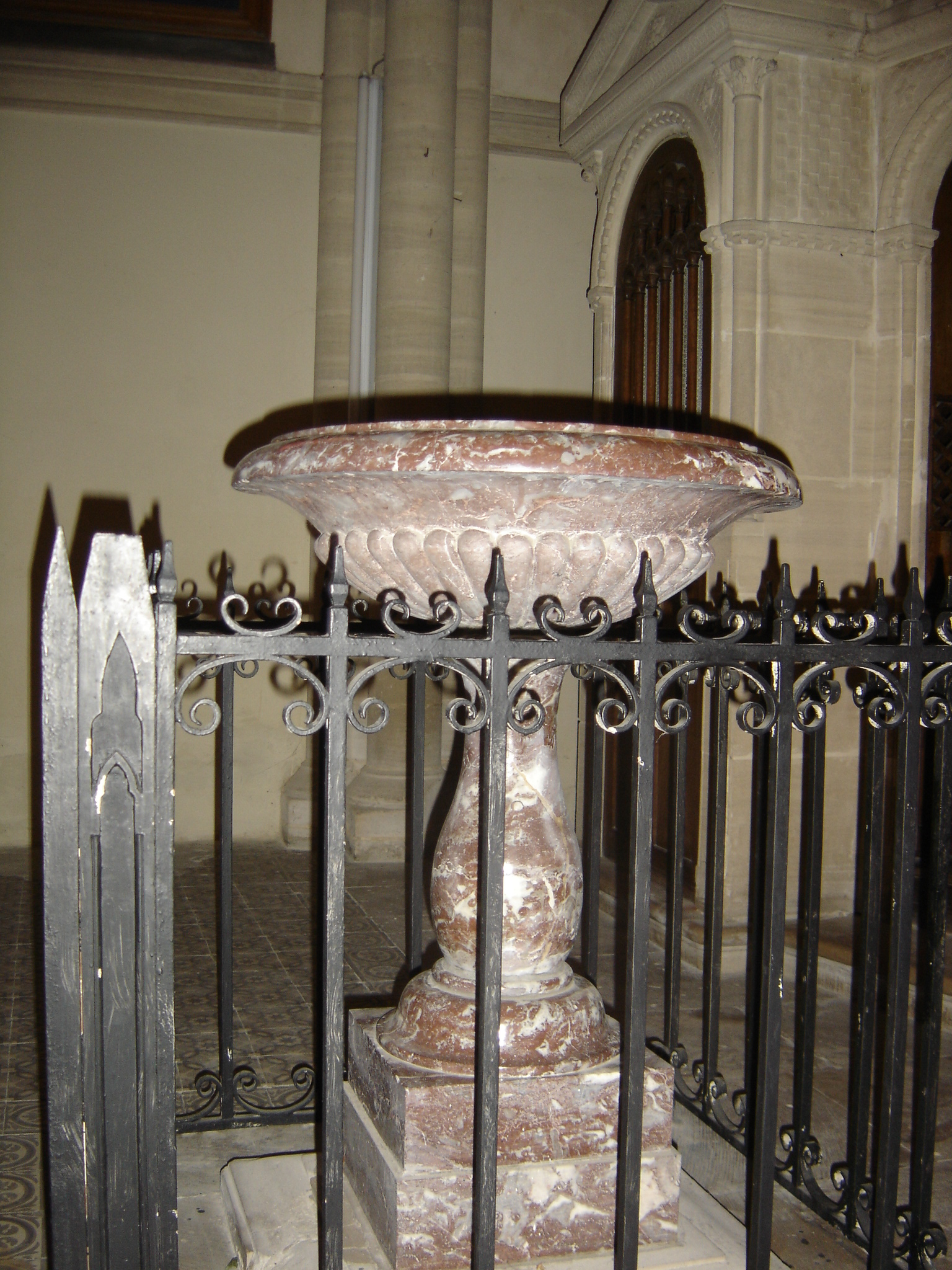
Le bénitier.